# Gare d'Ōkurayama
La gare d'Ōkurayama (大倉山駅, Ōkurayama-eki) est une gare ferroviaire de la ville de Yokohama, dans la préfecture de Kanagawa au Japon. Elle est située dans l'arrondissement de Kōhoku. La gare est gérée par la compagnie Tōkyū.

## Situation ferroviaire
La gare d'Ōkurayama est située au point kilométrique (PK) 17,5 de la ligne Tōkyū Tōyoko.

## Histoire
La gare a été inaugurée le 14 février 1926 sous de nom de gare de Futo (太尾駅). Elle prend son nom actuel en 1932.

## Service des voyageurs

### Accueil
La gare est située sous les voies qui sont surélevées. Elle est ouverte tous les jours.

### Desserte
- Ligne Tōyoko :
  - voie 1 : direction Yokohama (interconnexion avec la ligne Minatomirai pour Motomachi-Chūkagai)
  - voie 2 : direction Shibuya (interconnexion avec la ligne Fukutoshin pour Kotake-Mukaihara et Wakōshi)